# 結城秀延
結城 秀延（ゆうき ひでのぶ）は、江戸時代の地下官人。

## 概要
明和4年（1767年）10月14日に橘忠信の補欠として内舎人に補された。同月27日には正六位下・中務少録に叙任された。翌年6月13日には縫殿大允に遷り、同9年（1772年）1月13日には筑後守となった。安永4年（1776年）12月19日に正六位上に叙され、天明7年（1787年）1月13日に蔵人所衆に任じられ、同年2月15日には従五位下に叙された。寛政7年（1795年）1月20日には従五位上に、享和3年（1803年）1月21日には正五位下に叙され、11月9日に死去した。